# 南良和
南 良和（みなみ よしかず、1935年〈昭和10年〉10月8日 - ）は、日本の写真家。日本写真家協会会員。

## 経歴
埼玉県秩父市出身。東京綜合写真専門学校卒業。幼い頃に喘息を患い引きこもりがちだったが、父親からカメラを渡され、中学生の時から写真を初め、1955年頃から地元の子供や若者、山村風景などをテーマに撮影を続ける。その後東京で写真を学び、故郷に戻る。
自分の地域の慣習や慣習に興味を持ち、年々白黒で写真を撮り、時間の経過とともに観察する変化を注意深く観察し、追跡している。